# Сана (аэропорт)
Международный аэропорт Сана (араб. مطار صنعاء الدولي‎; (ИАТА: SAH, ИКАО: OYSN) —  основной международный аэропорт Йемена, расположенный в Сане, столице страны. Он обслуживал Сану и население других северных провинций Йемена. В 1970-х годах был построен небольшой пассажирский терминал. Взлетно-посадочная полоса аэропорта использовалась совместно с большой военной базой с несколькими истребителями и транспортными самолётами йеменских ВВС.
6 мая 2025 года подвергся атаке со стороны Израиля. По заявлению ВВС Израиля, аэропорт был полностью уничтожен.

## Характеристики
В аэропорту была одна взлетно-посадочная полоса длиной 3200 метров, перрон, способный вместить до 27 самолётов, и один пассажирский терминал.

## Деятельность
В 2007 году аэропорт обслужил около 1,7 миллиона пассажиров, что составило 80 % всего авиатрафика в Йемене и 87 % всех международных пассажиров. В течение этого года в среднем совершалось 38 рейсов в день.

## Влияние войны
настоящее время)
Из-за интервенции в Йемене под руководством Саудовской Аравии с 28 марта 2015 г. над всей страной была введена бесполетная зона, поэтому гражданские полеты были прекращены. Единственными рейсами, выполнявшимися с тех пор, были рейсы зарубежных стран для эвакуации своих граждан. Вооруженные силы Индии и Пакистана эвакуировали своих граждан из Йемена с началом войны.
29 апреля 2015 года аэропорт подвергся серьёзной бомбардировке со стороны Королевских ВВС Саудовской Аравии. Единственная взлетно-посадочная полоса и здание пассажирского терминала были серьёзно повреждены и в обозримом будущем непригодны для использования. 9 августа 2016 года аэропорт был снова закрыт после возобновления обслуживания компанией Yemenia из-за закрытия воздушного пространства коалицией, возглавляемой Саудовской Аравией.
8 августа 2015 года аравийская коалиция нанесла авиаудары по Сане. Из-за обстрелов аэропорт был вновь закрыт..
6 ноября 2017 г. в ответ на падение ракеты хуситов в Саудовской Аравии власти Саудовской Аравии закрыли аэропорт и все другие пути в Йемен. 14 ноября того же года ВВС Саудовской Аравии бомбили аэропорт, сильно повредив его. 23 ноября 2017 г. власти разрешили вновь открыть аэропорт и порт Ходейды для гуманитарных рейсов. 25 ноября в Сане приземлились четыре самолёта с гуманитарной помощью, они стали первыми такими самолётами, приземлившимися после введения полной блокады.
3 февраля 2020 года самолёт Организации Объединённых Наций, на борту которого находились семь тяжелобольных йеменцев, вылетел рейсом милосердия в Иорданию.
В декабре 2021 года аэропорт подвергся авиаударам Саудовской Аравии. Сообщается, что гражданские лица были эвакуированы до того, как были запущены ракеты, но аэропорт был сильно поврежден.
16 мая 2022 года аэропорт обслужил первый за шесть лет коммерческий рейс: самолёт авиакомпании Yemenia совершил полёт в иорданский Амман с 151 пассажиром на борту.
6 мая 2025 года подвергся атаке со стороны Израиля в ответ на запуск из Йемена баллистической ракеты упавшей 4 мая 2025 года недалеко от 3-го терминала международного аэропорта имени Бен-Гуриона в Тель-Авиве. По заявлению ВВС Израиля, аэропорт Саны был полностью уничтожен.

## Галерея

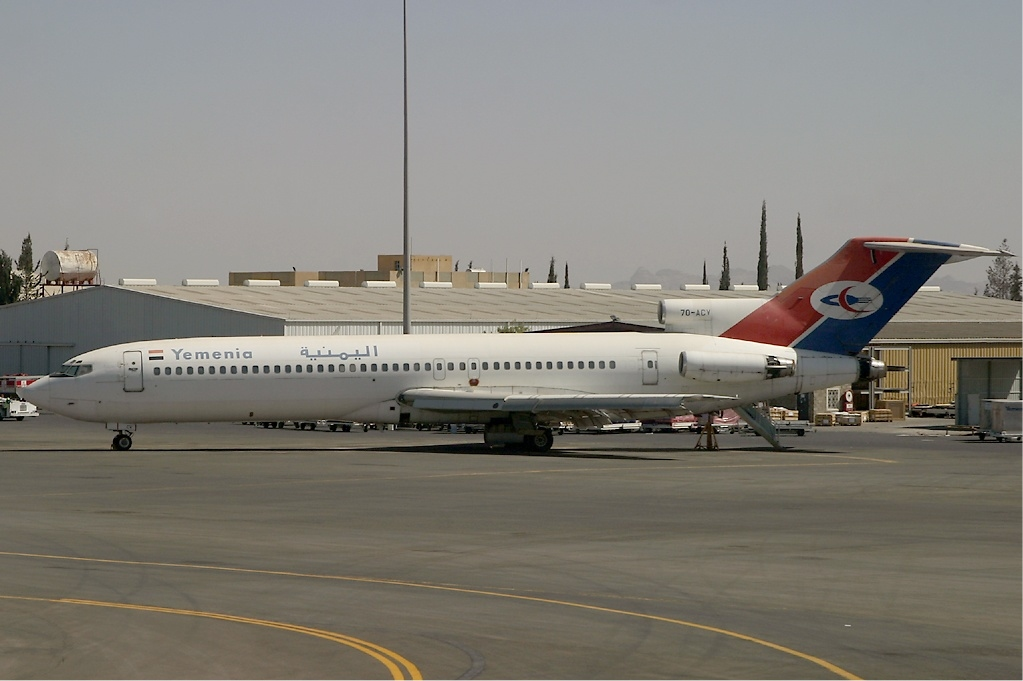
Boeing 727 авиакомпании Yemenia
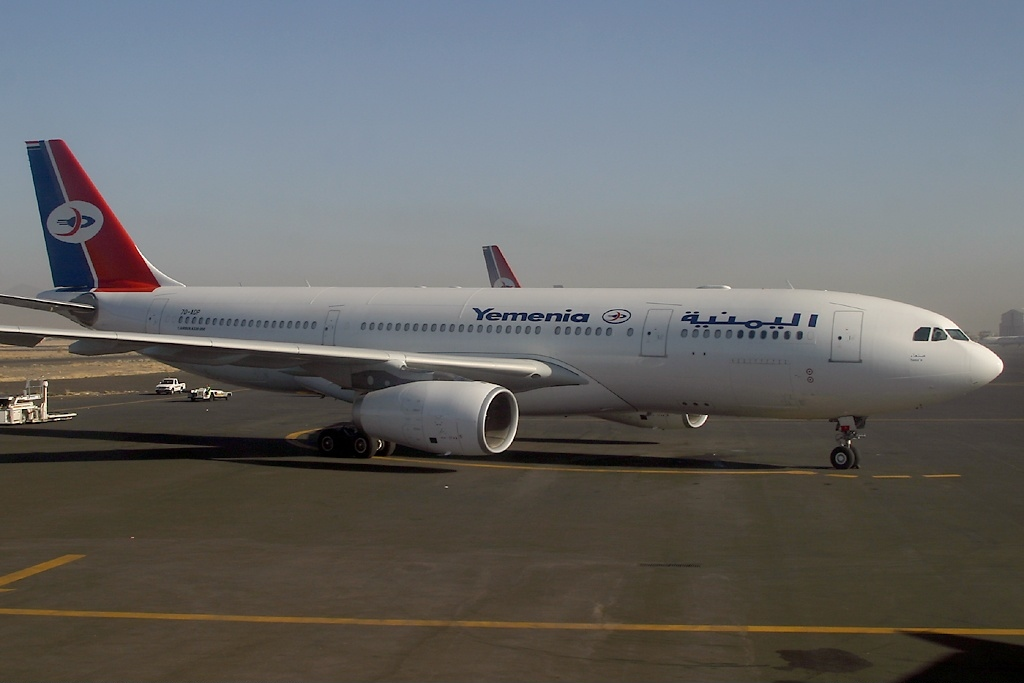
Airbus A330 авиакомпании Yemenia
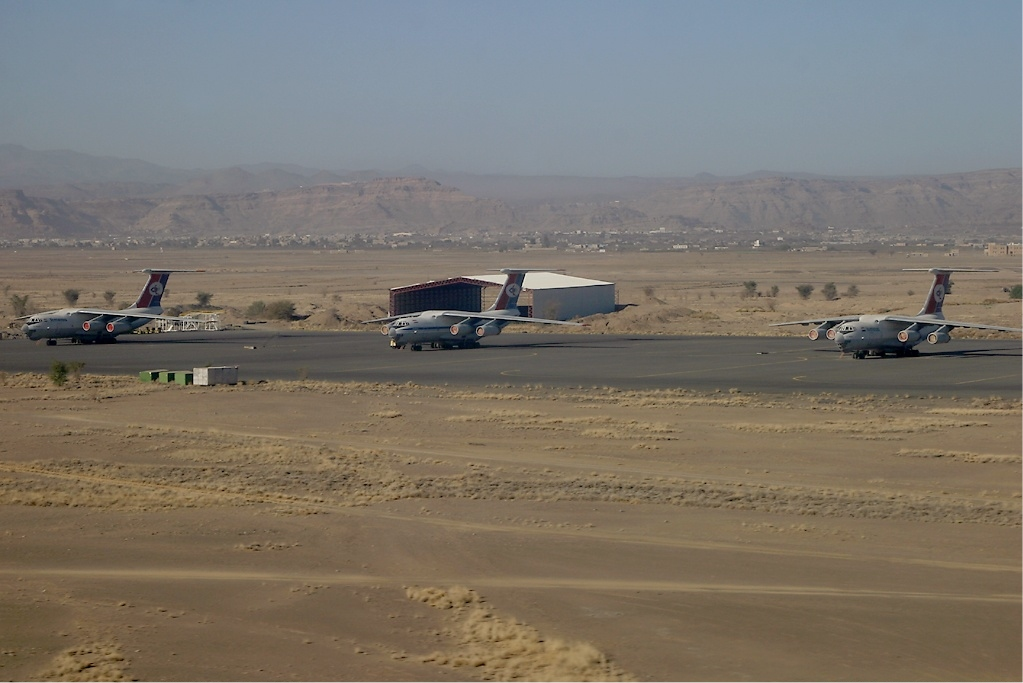
Самолёты Ил-76 на перроне аэропорта

## Авиакатастрофы и происшествия
- 14 сентября 1994 года самолёт Boeing 737 компании Alymeda, следовавший из Адена в Сану, был угнан пассажиром с ручной гранатой. Сообщается, что он потребовал, чтобы самолёт летел в Саудовскую Аравию. Когда угонщик вошел в кабину экипажа, он был обезврежен вошедшими в самолёт сотрудниками службы безопасности и арестован[19].
- 30 октября 2011 года в результате артиллерийского обстрела соседней базы ВВС со стороны представителей оппозиционных племен была повреждена взлетно-посадочная полоса аэропорта, в результате чего прибывающие рейсы были перенаправлены в Аден. Сообщений о жертвах не поступало, хотя склад боеприпасов и два истребителя были уничтожены[20].
- 21 ноября 2012 года Ан-26 упал на заброшенный рынок Аль-Хасаба. Пилоты увидели, что загорелся двигатель. Самолёт эксплуатировался ВВС Йемена.
- 19 февраля 2013 года истребитель ВВС Йемена Су-17 врезался в здание вскоре после взлета из международного аэропорта Саны. Место крушения находилось за местной больницей. 18 человек погибли, 16 получили ранения. Йеменские ВВС обеспокоены последствиями двух авиакатастроф.
- 23 июня 2014 г. гражданин Великобритании и активист демократической кампании Андаргачью Тсидж был арестован в аэропорту Саны, а затем экстрадирован в Эфиопию[21].
- 26 марта 2015 г. ВВС Саудовской Аравии подвергли бомбардировке позиции в Сане, включая аэропорт, в ответ на государственный переворот в Йемене в 2014—2015 гг[22].